# District de Dietikon
Le district de Dietikon est un district du canton de Zurich en Suisse.

## Communes
| Nom                  | N° OFS | Population (décembre 2022) |
| -------------------- | ------ | -------------------------- |
| Aesch                | 241    | +001 672,                  |
| Birmensdorf          | 242    | +007 057,                  |
| Dietikon             | 243    | +028 162,                  |
| Geroldswil           | 244    | +005 262,                  |
| Oberengstringen      | 245    | +006 810,                  |
| Oetwil an der Limmat | 246    | +002 560,                  |
| Schlieren            | 247    | +020 350,                  |
| Uitikon              | 248    | +005 105,                  |
| Unterengstringen     | 249    | +004 119,                  |
| Urdorf               | 250    | +010 332,                  |
| Weiningen            | 251    | +004 883,                  |
| Total                | Total  | +096 312,                  |